# Kremlin Cup 1999
La Kremlin Cup 1999 è stato un torneo di tennis giocato sul cemento indoor. È stata la 10ª edizione del torneo maschile che fa parte della categoria International Series nell'ambito dell'ATP Tour 1999 e la 4ª del torneo femminile che fa parte della categoria Tier I nell'ambito del WTA Tour 1999. Il torneo si è giocato allo Stadio Olimpico di Mosca, in Russia, dall'8 al 14 novembre 1999.

## Campioni

### Singolare maschile
Evgenij Kafel'nikov ha battuto in finale  Byron Black con il punteggio di 7–6(2), 6–4

### Singolare femminile
Nathalie Tauziat ha battuto in finale  Barbara Schett con il punteggio di 2–6, 6–4, 6–1

### Doppio maschile
Justin Gimelstob /  Daniel Vacek hanno battuto in finale  Andrij Medvedjev /  Marat Safin con il punteggio di 6–2, 6–1

### Doppio femminile
Lisa Raymond /  Rennae Stubbs hanno battuto in finale  Julie Halard-Decugis /  Anke Huber con il punteggio di 6–1, 6–0